# Flyttblomflugor
Flyttblomflugor (Episyrphus) är ett släkte i familjen blomflugor. 

## Kännetecken
Flyttblomflugorna har gul och svart teckning vilket gör dem getinglika (mimikry). För en beskrivning av den enda kända arten i Sverige och Europa se Flyttblomfluga

## Levnadssätt
Larverna lever på bladlöss. De fullvuxna flugorna lever på nektar på många olika blommor. 

## Utbredning
Det finns cirka 30 arter av flyttblomflugor i världen. Hälften av dem finns i den orientaliska regionen och 11 arter finns i den australiska och oceaniska regionen. Endast en art, Flyttblomfluga (E. balteatus), är känd från Europa och Norden.

## Systematik

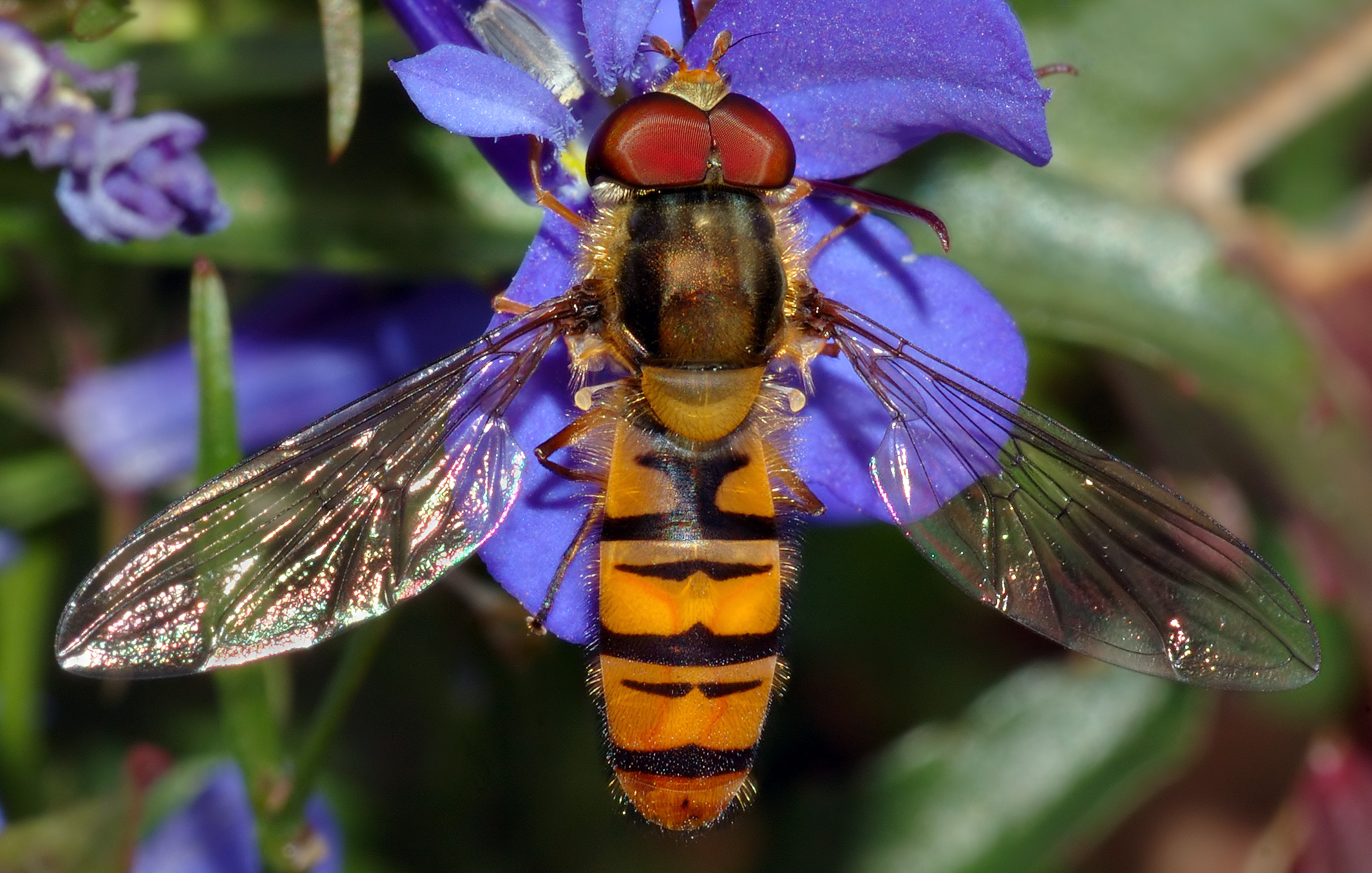
Flyttblomfluga (E. balteatus)

Vissa författare för även arter ur släktet flickblomflugor (Meliscaeva) till fältblomflugorna. 

### Arter iNorden
- Flyttblomfluga E. balteatus (De Geer, 1776)

### Övriga arter (urval)
- E. nigromarginatus (Vockeroth, 1973)
- E. petilis (Vockeroth, 1973)
- E. trisectus (Loew, 1858)